# Тамароа (Іллінойс)
Тамароа (англ. Tamaroa) — селище (англ. village) в США, в окрузі Перрі штату Іллінойс. Населення — 544 особи (2020).

## Географія
Тамароа розташована за координатами 38°8′11″ пн. ш. 89°13′45″ зх. д. / 38.13639° пн. ш. 89.22917° зх. д. (38.136345, -89.229272).  За даними Бюро перепису населення США в 2010 році селище мало площу 2,48 км², уся площа — суходіл.

## Демографія
Згідно з переписом 2010 року, у селищі мешкало 638 осіб у 262 домогосподарствах у складі 182 родин. Густота населення становила 257 осіб/км².  Було 296 помешкань (119/км²).
Расовий склад населення:
| - 98,1 % — білих - 0,5 % — чорних або афроамериканців - 0,2 % — корінних американців - 0,2 % — азіатів |

До двох чи більше рас належало 0,8 %. Частка іспаномовних становила 1,1 % від усіх жителів.
За віковим діапазоном населення розподілялося таким чином: 25,2 % — особи молодші 18 років, 59,6 % — особи у віці 18—64 років, 15,2 % — особи у віці 65 років та старші. Медіана віку мешканця становила 38,2 року. На 100 осіб жіночої статі у селищі припадало 87,6 чоловіків;  на 100 жінок у віці від 18 років та старших — 90,0 чоловіків також старших 18 років.
Середній дохід на одне домашнє господарство  становив 52 047 доларів США (медіана — 36 761), а середній дохід на одну сім'ю — 64 797 доларів (медіана — 52 857). Медіана доходів становила 40 313 долари для чоловіків та 30 357 доларів для жінок. За межею бідності перебувало 9,8 % осіб, у тому числі 10,3 % дітей у віці до 18 років та 2,4 % осіб у віці 65 років та старших.
Цивільне працевлаштоване населення становило 194 особи. Основні галузі зайнятості: освіта, охорона здоров'я та соціальна допомога — 25,8 %, виробництво — 21,1 %, транспорт — 11,3 %, роздрібна торгівля — 10,8 %.